# Шіру-Канді
Шіру-Канді (перс. شیروکندی) — село в Ірані, входить до складу дехестану Південний Барандузчай у Центральному бахші шахрестану Урмія провінції Західний Азербайджан.